# Овассо (Оклахома)
Овассо (англ. Owasso) — місто (англ. city) в США, в округах Талса і Роджерс штату Оклахома. Населення — 38 240 осіб (2020).

## Географія
Овассо розташоване за координатами 36°17′15″ пн. ш. 95°50′9″ зх. д. / 36.28750° пн. ш. 95.83583° зх. д. (36.287555, -95.835860).  За даними Бюро перепису населення США в 2010 році місто мало площу 42,23 км², з яких 42,18 км² — суходіл та 0,05 км² — водойми.

## Демографія
Згідно з переписом 2010 року, у місті мешкало 28 915 осіб у 10 689 домогосподарствах у складі 7807 родин. Густота населення становила 685 осіб/км².  Було 11346 помешкань (269/км²).
Расовий склад населення:
| - 79,4 % — білих - 6,8 % — корінних американців - 2,8 % — чорних або афроамериканців - 1,8 % — азіатів - 0,2 % — вихідців з тихоокеанських островів - 3,0 % — осіб інших рас |

До двох чи більше рас належало 6,0 %. Частка іспаномовних становила 6,7 % від усіх жителів.
За віковим діапазоном населення розподілялося таким чином: 29,6 % — особи молодші 18 років, 61,0 % — особи у віці 18—64 років, 9,4 % — особи у віці 65 років та старші. Медіана віку мешканця становила 32,7 року. На 100 осіб жіночої статі у місті припадало 93,5 чоловіків;  на 100 жінок у віці від 18 років та старших — 90,0 чоловіків також старших 18 років.
Середній дохід на одне домашнє господарство  становив 74 377 доларів США (медіана — 65 881), а середній дохід на одну сім'ю — 83 333 долари (медіана — 73 868). Медіана доходів становила 55 022 долари для чоловіків та 37 020 доларів для жінок. За межею бідності перебувало 7,9 % осіб, у тому числі 8,6 % дітей у віці до 18 років та 6,2 % осіб у віці 65 років та старших.
Цивільне працевлаштоване населення становило 16 965 осіб. Основні галузі зайнятості: освіта, охорона здоров'я та соціальна допомога — 21,9 %, роздрібна торгівля — 11,7 %, виробництво — 11,2 %.